# Folke Bernadotte

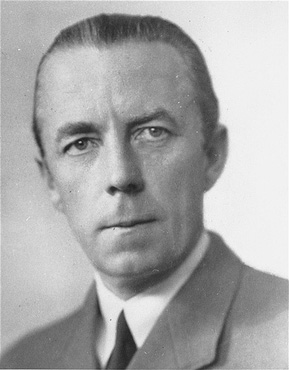
Graf Folke Bernadotte

Folke Bernadotte Graf von Wisborg (* 2. Januar 1895 in Stockholm; † 17. September 1948 in Jerusalem) war ein schwedischer Offizier und Philanthrop. Von 1943 bis 1948 war er Vizepräsident und später Präsident des Schwedischen Roten Kreuzes. 1948 wurde er Vermittler der Vereinten Nationen in Palästina. Am 17. September desselben Jahres wurde er von Angehörigen der zionistischen Terrororganisation Lechi erschossen.

## Kindheit und Ausbildung
Folke Bernadotte Graf von Wisborg stammte aus dem schwedischen Königshaus Bernadotte. Sein Vater Oskar Karl August (1859–1953), ein Sohn des Königs von Schweden und Norwegen Oskar II., war Prinz von Schweden und Norwegen und führte nach seinem Austritt aus dem schwedischen Königshaus die Titel Prinz Bernadotte und Graf von Wisborg.
Bernadotte wuchs nach eigenen Angaben in einer ruhigen und liebevollen Umgebung auf. Barmherzigkeit und uneigennützige Tätigkeit spielten in seinem Elternhaus eine große Rolle; seine Eltern richteten zum Beispiel in ihrem Haus jährlich eine Vorweihnachtsfeier für arme Stockholmer Familien aus.
Folke Bernadotte, der unter Dyslexie litt, besuchte die Neue Elementarschule in Stockholm und absolvierte nach dem Abitur eine militärische Ausbildung an der Armeeschule in Karlberg und an der Kavallerieschule in Strömsholm. Anschließend wurde er Offizier im Regiment der Königlichen Gardekavallerie Livgardets Dragoner.
Am 1. Dezember 1928 heiratete er seine in den USA geborene Frau Estelle Romaine Manville. 
Von 1939 bis 1940 war er Schwedens Generalkommissar auf der New Yorker Weltausstellung.

## Humanitäres Wirken

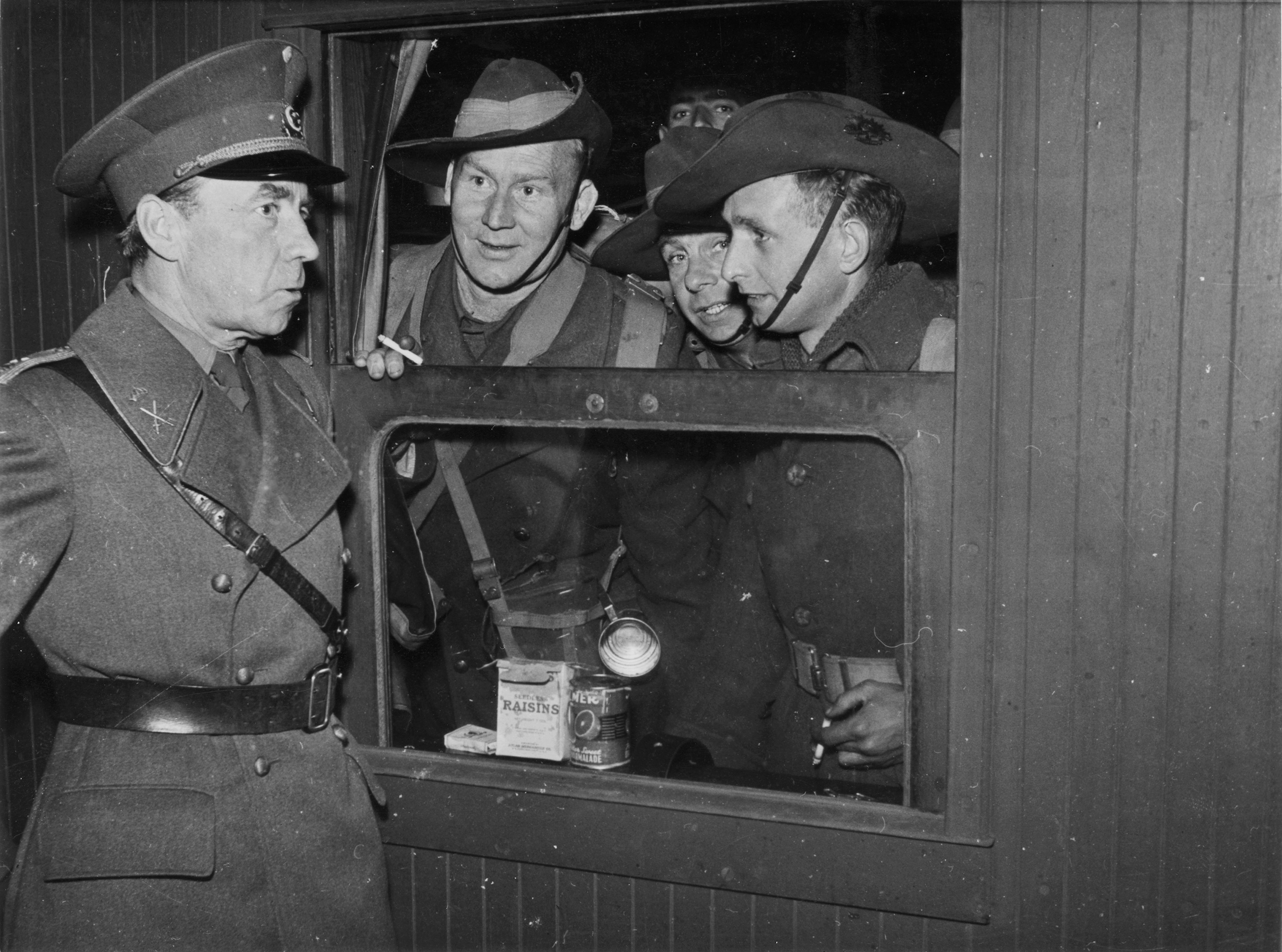
Folke Bernadotte in Göteborg im Gespräch mit zurückkehrenden australischen Kriegsgefangenen (1943)

Am 1. September 1943 wurde er Vizepräsident des Schwedischen Roten Kreuzes. Da dessen Präsident, ein Onkel Bernadottes väterlicherseits, zu diesem Zeitpunkt bereits 82 Jahre alt war, lagen nahezu alle Amtsgeschäfte in den Händen von Bernadotte. Er begann bereits unmittelbar nach Amtsantritt, Pläne für die Nachkriegstätigkeiten des Schwedischen Roten Kreuzes auszuarbeiten. Dazu gehörten auch die Aktivitäten des norwegischen Diplomaten Niels Christian Ditleff zur Befreiung skandinavischer KZ-Häftlinge.
Im April 1945 erhielt er von Heinrich Himmler ein Waffenstillstandsangebot zur Beendigung des Zweiten Weltkriegs an die USA und das Vereinigte Königreich, das über Stockholm nach London und Washington übermittelt, von dort aber abgelehnt wurde.
Am 1. Januar 1946 wurde er dann Präsident des Schwedischen Roten Kreuzes.

### Befreiung skandinavischer KZ-Häftlinge
Des Weiteren verhandelte Bernadotte in seiner Funktion im Jahr 1945 mit Heinrich Himmler erfolgreich über die Zusammenführung und Freilassung der skandinavischen KZ-Häftlinge. Zusätzlich zu ca. 8.000 Häftlingen skandinavischer Herkunft wurden im Rahmen dieser Mission etwa 10.000 bis 12.000 Häftlinge anderer Nationalität vor allem aus Ravensbrück und Theresienstadt zunächst im Lager Neuengamme bei Hamburg gesammelt und später nach Schweden überführt. Durchgeführt wurde diese Aktion, die in die schwedische Geschichte und die Geschichte der Rotkreuz-Bewegung als die „Weißen Busse“ eingegangen ist, kurz vor Kriegsende von ca. 250 Helfern des Schwedischen Roten Kreuzes.
Spätere Behauptungen des Stockholmer Journalisten Bosse Lindquist, dass bei der Auswahl der geretteten Häftlinge nichtjüdische den jüdischen Gefangenen vorgezogen und westeuropäische Frauen gegenüber Osteuropäerinnen bevorzugt wurden, haben Augenzeugen zurückgewiesen. Darüber hinaus spricht gegen diese Behauptungen, dass unter den insgesamt etwa 20.000 geretteten Häftlingen ca. 5.000 Juden waren. Einer der damals genutzten Busse steht heute in der Jerusalemer Holocaust-Gedenkstätte Yad Vashem.
Die Historikerin Ingrid Lomfors erhob den Vorwurf, dass die vorherige Nutzung der Weißen Busse zum Transport von etwa 2.000 französischen, russischen und polnischen Häftlingen aus dem Konzentrationslager Neuengamme in das Lager Braunschweig eine direkte Beteiligung an den Naziverbrechen und einen schweren Bruch der Statuten der Rotkreuz-Bewegung dargestellt hätte. Gegen diesen Vorwurf spricht aus Sicht von anderen Historikern und damals direkt Beteiligten, dass die einzige Alternative das Scheitern der gesamten Aktion gewesen wäre.
Am 23. April 1945 erhielt Bernadotte von Heinrich Himmler das Angebot, dass das Dritte Reich vor den USA und Großbritannien kapituliere, wenn es seinen Krieg gegen die Sowjetunion weiterführen dürfe. Nach eigenen Angaben versicherte er Himmler, dass das Angebot aussichtslos sei; dennoch gab er es an die schwedische Regierung weiter. Die Westmächte gingen nicht darauf ein. Hitler entließ den eigenmächtig handelnden Himmler wenige Tage später.
1952 veröffentlichte Felix Kersten, der Leibarzt Heinrich Himmlers und darüber hinaus anscheinend ebenfalls für die Rettung zahlreicher Juden und KZ-Insassen verantwortlich, die Kopie eines Briefs, den Bernadotte angeblich im März 1945 an Himmler geschrieben hatte und der ihn und den schwedischen Staat aufs Äußerste diskreditierte. Bernadotte sagte darin, Schweden sei an entlassenen Juden so wenig wie Himmler selbst interessiert, nur der Privatmann Kersten habe auf eigene Faust jüdische Gefangene ins Gespräch gebracht. Außerdem habe er noch eine Skizze von London mit lohnenden Zielen für die deutschen V2-Raketen beigelegt. Trotz des absurden Inhalts bestätigte eine Kommission nach Zeugenbefragungen zunächst die Echtheit des Briefs. Erst 1978 fand der englische Historiker Gerald Fleming heraus, dass der sogenannte „Bernadotte-Brief“ eine Fälschung von Kerstens Hand war. Offenbar hätten Bernadotte und Kersten aus einer Rivalität bei der Rettung von KZ-Häftlingen heraus ernsthafte Differenzen bis hin zur Todfeindschaft entwickelt. Kerstens törichte Fälschung sei eine Reaktion unter anderem darauf gewesen, dass Graf Bernadotte ihm die öffentliche Anerkennung seiner Meriten verweigerte.

### BuchAnstelle von Waffen
Nach dem Ende des Zweiten Weltkriegs übernahm Bernadotte die Leitung der Hilfsmissionen des Schwedischen Roten Kreuzes in Deutschland, Österreich und den osteuropäischen Staaten und besuchte die betroffenen Länder in dieser Zeit mehrfach. Über seine Erlebnisse während dieser Zeit schrieb er ein Buch mit dem Titel Anstelle von Waffen.
1948 wurde er Präsident des Schwedischen Roten Kreuzes und war darüber hinaus von 1946 bis 1948 Vorsitzender der Ständigen Kommission der Internationalen Rotkreuz- und Rothalbmond-Bewegung.

### Zitat
„Als Henri Dunant im Jahre 1863 mit der Tätigkeit des Roten Kreuzes begann, gab er der Bewegung folgende Losung: Inter arma caritas – Inmitten von Waffen (d. h. im Kriege) Barmherzigkeit. Die seitherigen Geschehnisse und nicht zuletzt die Erfahrungen, die wir nach dem Zweiten Weltkrieg machten, wecken den Gedanken, diese Losung weiter zu fassen und zu sagen: Post arma caritas – Nach den Waffen Barmherzigkeit, und einmal wird die Menschheit auch dahin kommen, daß man sagen darf: Pro armis caritas – An Stelle von Waffen Barmherzigkeit.“

### Mord an Bernadotte als UNO-Vermittler in Palästina

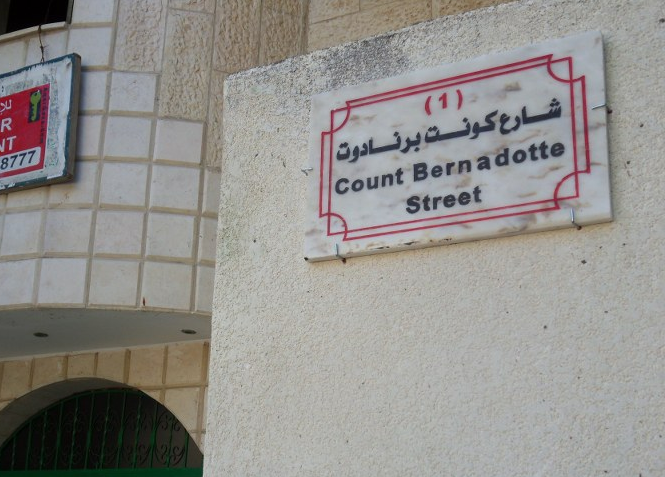
Graf Bernadotte Straße in Gaza, Palästina

Am 20. Mai 1948 wurde Folke Bernadotte zum ersten Vermittler in der Geschichte der Vereinten Nationen (UNO) gewählt und in Palästina eingesetzt. Während seiner Tätigkeit im ersten Palästinakrieg von 1948 legte er unter anderem den Grundstein für das Hilfswerk der Vereinten Nationen für Palästina-Flüchtlinge im Nahen Osten (UNRWA). Er setzte sich in den Verhandlungen mit Israel für eine Anerkennung des Rückkehrrechtes der palästinensischen Flüchtlinge ein; konkret bat er Israel am 17. Juni 1948, die Rückkehr von 300.000 Flüchtlingen zu ermöglichen.
Am 17. September 1948 wurde Folke Bernadotte zusammen mit dem UN-Beobachter André Serot von militanten Führern der jüdischen Terroristen-Gruppe Lechi erschossen. Grund für die Ermordung war sein öffentliches Bekenntnis, die palästinensischen Flüchtlinge hätten einen Anspruch, in ihre Heimat zurückkehren zu dürfen. Darüber hinaus stieß auch sein „Bernadotte-Plan“, die Stadt Jerusalem unter internationale Aufsicht zu stellen sowie den Negev an die Araber abzutreten, auf massiven Widerspruch Israels. Seine Vorschläge zur Lösung des Flüchtlingsproblems waren die Basis für die Resolution 194 der UN-Generalversammlung vom 11. Dezember 1948, in der das Recht auf Rückkehr der Flüchtlinge festgestellt wurde.
Die Drahtzieher des Anschlags erhielten wenige Monate später trotz dringenden Tatverdachts eine Generalamnestie von der israelischen Regierung unter David Ben-Gurion. Die Tötung wurde vom dreiköpfigen „Zentrum“ von Lechi genehmigt: Yitzhak Yezernitsky (der zukünftige Premierminister Israels Jitzchak Schamir), Nathan Friedmann (auch Natan Yellin-Mor genannt) und Yisrael Eldad (auch bekannt als Scheib). Ein vierter Anführer, Emmanuel Strassberg (Hanegbi), wurde vom israelischen Premierminister David Ben-Gurion ebenfalls verdächtigt, Teil dieser Gruppe zu sein.
Zur Planung des Anschlags bekannte sich nach der Verjährung der israelische Journalist und Kinderbuchautor Baruch Nadel. Das Attentat sollen vier Mitglieder der Lechi durchgeführt haben.
Folke Bernadotte wurde in Schweden mit einem Staatsbegräbnis gewürdigt. Er ist im Mausoleum seines Vaters Prinz Oskar auf dem Norra begravningsplatsen in Solna beigesetzt.

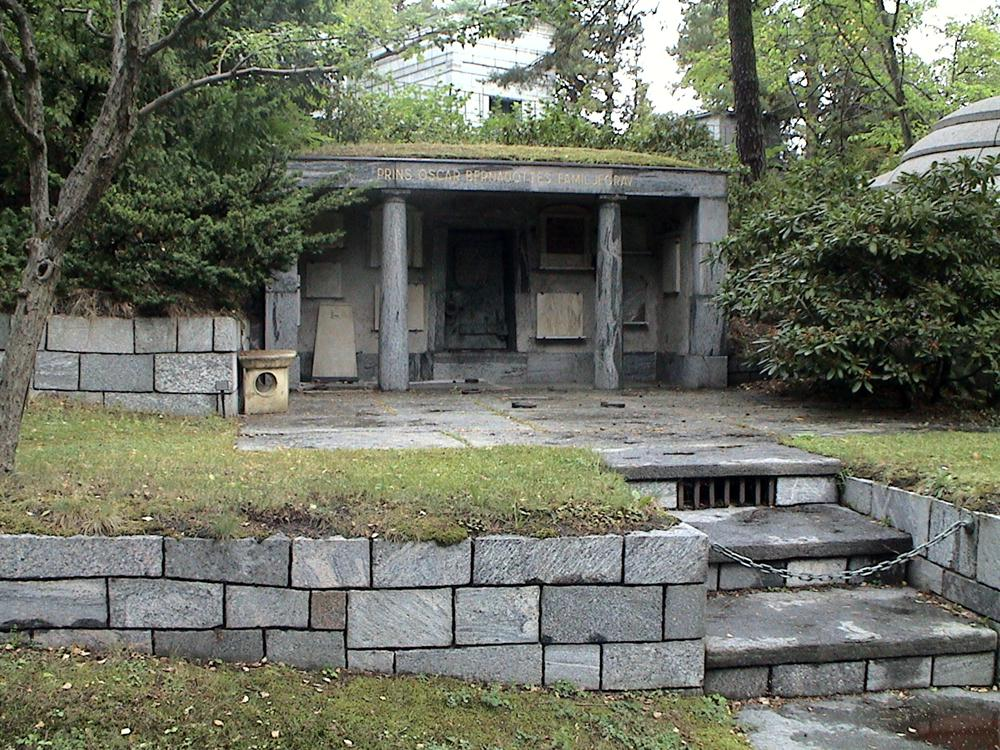
Bernadotte-Familiengrabstätte in Solna, wo auch Folke Bernadotte begraben liegt.

## Würdigungen

### Benennung von Straßen nach Bernadotte
Im Wiener Gemeindebezirk Favoriten wurde aufgrund seiner Verdienste um die notleidende Bevölkerung Österreichs nach dem Zweiten Weltkrieg die Bernadottegasse nach ihm benannt. Auch in Frankfurt am Main-Nordweststadt, Berlin-Dahlem, Hamburg, Lübeck, Nürnberg, Bielefeld, Kassel und Neu-Isenburg gibt es Bernadottestraßen bzw. -plätze. In Hannover gibt es eine Bernadotteallee wegen des dort von Bernadotte eingeweihten Schwedenhauses. In Kopenhagen gibt es eine Folke-Bernadotte-Allee, auf Dänisch Folke Bernadottes allé, in der sich auch die schwedische Seemannskirche, die Gustafskirche, befindet. Auch in seiner schwedischen Heimat sind Straßen nach ihm benannt worden, so in Göteborg und in Ramlösa bei Helsingborg. Auch im Essener Stadtteil Bredeney gibt es eine Graf-Bernadotte-Straße.

### Erinnerungsstätten

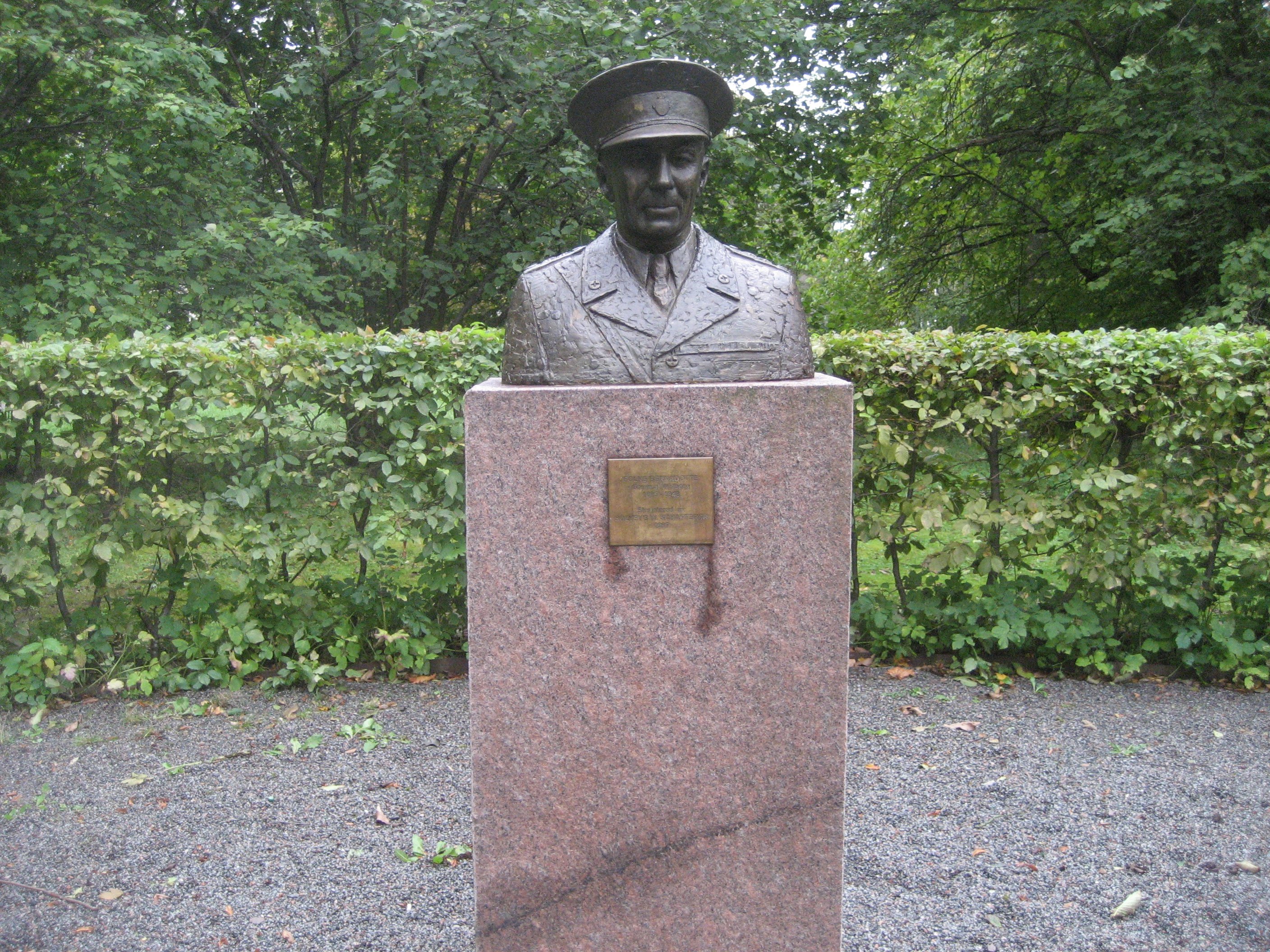
Denkmal in Uppsala

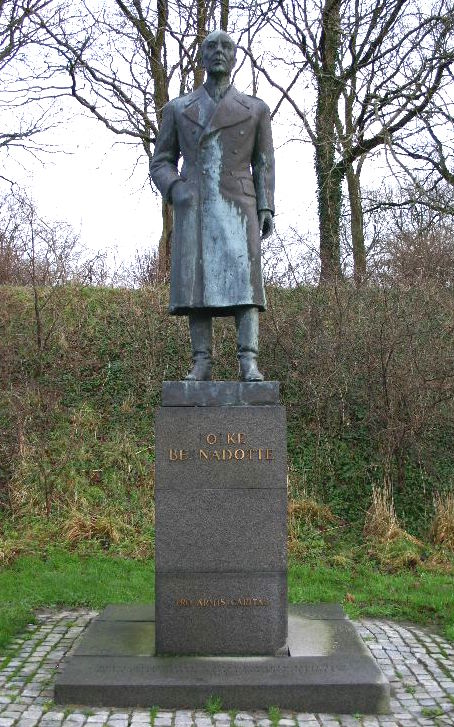
Denkmal für Folke Bernadotte in Kruså

Denkmäler gibt es in Uppsala und Kruså beim Grenzübergang nach Flensburg.